# Tibioploides cyclicus
Tibioploides cyclicus là một loài nhện trong họ Linyphiidae.
Loài này thuộc chi Tibioploides. Tibioploides cyclicus được miêu tả năm 1995 bởi Sha & Zhu.